# Leucandra conica
Leucandra conica är en svampdjursart som beskrevs av Lendenfeld 1885. Leucandra conica ingår i släktet Leucandra och familjen Grantiidae.
Artens utbredningsområde är havet kring Nya Zeeland. Inga underarter finns listade i Catalogue of Life.